# De ecclesiasticis officiis
De ecclesiasticis officiis è un'opera di Isidoro di Siviglia. Si presenta come un trattato che racchiude informazioni relative alla liturgia e alle norme ecclesiastiche.

## Contenuti, lingua e stile
L’opera si divide in due libri composti rispettivamente da 44 e 26 capitoli. Per quanto riguarda il primo libro, dopo l’introduzione sulle figure che si occupano degli officia e sugli edifici in cui vengono svolti (cap. 1-2), si passa a descrivere le distinte parti della celebrazione secondo la liturgia ispanica (cap. 3-18). In particolare, i capitoli sono così suddivisi: cori e canti (cap. 3-8), De Precibus (cap. 9), letture della Bibbia (cap. 10-12), De Laudibus (cap. 13), De Offertoriis (cap. 14), preghiere della Messa (cap. 15), il Credo e la Benedizione (cap. 16-17), De Sacrificio (cap. 18). Il libro prosegue con le ore canoniche, che riportano i riti giornalieri nell’ordine in cui si svolgono (cap. 19-23), le feste straordinarie comuni a tutta la Chiesa (cap. 24-42), e infine i riti e costumi di alcune Chiese locali (cap. 43-44).
Il secondo libro si occupa dei differenti ministeri della Chiesa: il clero in generale (cap. 1-4), i vari ordini ecclesiastici (cap. 5-14), particolari stati di vita all’interno della Chiesa (cap. 15-19), gli stadi dell’iniziazione cristiana (cap. 20-26).
Isidoro dipinge un quadro organico che aspira alla completezza esponendo in modo sistematico il meccanismo secondo cui si svolge la vita ufficiale della Chiesa. Il De Ecclesiasticis Officiis assume i toni di una lezione che si fa conversazione, in un’aria di familiarità. Il ritmo non è commatico, ma la dizione si scioglie facilmente in direzione di un colloquio fluente e suasivo. La tecnica dell’etimologia è sempre la più frequentata: Isidoro, attraverso ogni vocabolo, ricostruisce la storia del concetto e riscopre l’anima dei riti, ricollegando la loro origine all’Antico Testamento, in chiave tipologica. Nel secondo libro, Isidoro presenta il clero, che per il vescovo ispanico costituisce la sua famiglia: all’interno di questa sezione vi sono norme precise che rasserenano la coscienza, come in II, 17 (16), dove Isidoro assicura del fatto che coloro che si convertono a Dio con la penitenza non debbono inquietarsi se i vizi abbandonati ritornano ad assalirli, poiché non possono nuocere alla buona condotta se non vi si acconsente con pensieri o azioni. Sopportare questi pensieri senza praticare i vizi, infatti, non conduce alla dannazione, bensì accresce la virtù. All’interno del testo, come si evince anche da questo passaggio, domina un equilibrato senso della misura, senza lasciare campo né a lassismo né ad uno spiccato rigorismo, nella fedele osservanza alla regola dell’ortodossia e della retta morale.

## Datazione, fonti e tradizione testuale
Il libro si trova in quarta posizione nell’elenco di Braulione: siccome il Chronicon, datato al 615, viene catalogato in quindicesima posizione, il De Ecclesiasticis Officiis deve essere precedente. Allo stesso modo, come terminus post quem l’editore Lawson indica il 597-598, poiché nel De Ecclesiasticis Officiis si trovano alcuni passaggi dei Moralia in Iob di Gregorio Magno. La datazione proposta è quindi 598-615, ma questo intervallo non può essere ridotto ulteriormente. La lettera dedicatoria è infatti indirizzata a Fulgenzio, vescovo di Astigi (Écija), fratello di Isidoro. Non abbiamo notizie, però, di quando Fulgenzio venne consacrato vescovo.
Secondo l’editore più recente, Ch.M. Lawson, il titolo originario del trattato doveva essere Liber De Origine Officiorum. Per questo motivo, non c’è ragione di pensare che l’opera fosse già divisa in due libri, poiché chiamata “Liber”. Se non altro, la separazione in due libri dovette essere contemporanea o di poco posteriore alla morte dell’autore, poiché già Braulione possiede una copia divisa. Non si può nemmeno conoscere il momento in cui il libro venne diviso in capitoli: in origine, infatti, Isidoro doveva aver semplicemente marcato il passaggio ad un nuovo tema con parole di colore diverso.
Il De Ecclesiasticis Officiis, in forma completa, riassunta o frammentaria, si conserva in più di cento codici. Per la sua edizione, Lawson individua 124 manoscritti e ne esamina 102, scegliendo di fondare il suo apparato critico sulla base di 31 testimoni datati tra il VII e il XV secolo. La storia del testo ricostruito da Lawson appare piuttosto anomala: non sembra che l’opera abbia subito gravi incidenti testuali nella sua trasmissione e non vi è traccia di differenti versioni dovute a rielaborazioni successive operate dall’autore oppure da mani posteriori. Lawson ricostruisce il testo dell’archetipo a partire da uno stemma che suddivide i testimoni in tre grandi famiglie. Tuttavia, M. Gorman riconosce diverse imprecisioni nello stemma proposto dall’editore e ne costruisce uno parziale nel 1991. Successivamente, M.A. Andrés Sanz fornisce uno stemma che completa i risultati dei due precedenti. Secondo la studiosa spagnola, Lawson non dedica la necessaria attenzione ad alcuni incidenti testuali di una certa importanza: una revisione dell’edizione potrebbe portare a cambiamenti sostanziali nella configurazione della storia del testo.
L'editio princeps appare a Lipsia nel 1534 e si deve a Ioannes Cochlaeus. Il testo della Patrologia Latina (83, 737-826) riproduce l’edizione di Arévalo datata 1802. L’edizione più recente rimane quella di Lawson, nella quale il testo è preceduto da uno studio introduttivo.

### Edizioni
- Braulio de Zaragoza, La Renotatio librorum domini Isidori. Introducción, edición critica y traducción, ed. J.C. Martìn Iglesias, San Millán de la Cogolla 2004.
- Divi Isidori Hispalensis episcopi opera omnia, ed. J. Grial, Madrid 1599.
- Isidorus Hispalensis, De ecclesiasticis officiis, ed. Ch.M. Lawson, Turnhout 1989.
- S. Isidori Hispalensis Episcopi Hispaniarum doctoris opera omnia, ed. F. Arevalo, tomo VI, Roma (1802), pp. 363-471.

### Studi
- La trasmissione dei testi latini nel Medioevo, volume II, a cura di P. Chiesa e L. Castaldi, Firenze (2005), pp. 323-332.
- F. Trisoglio, Introduzione a Isidoro di Siviglia, Brescia (2009), cap.XII, pp. 93-96.
- M. Gorman, The Diagrams in the Oldest Manuscripts of Isidore's De natura rerum with a Note on the Manuscript Traditions of Isidore's Works, in Studi Medievali 11 (2001), pp. 529-545.